# Jerzy Jeszke

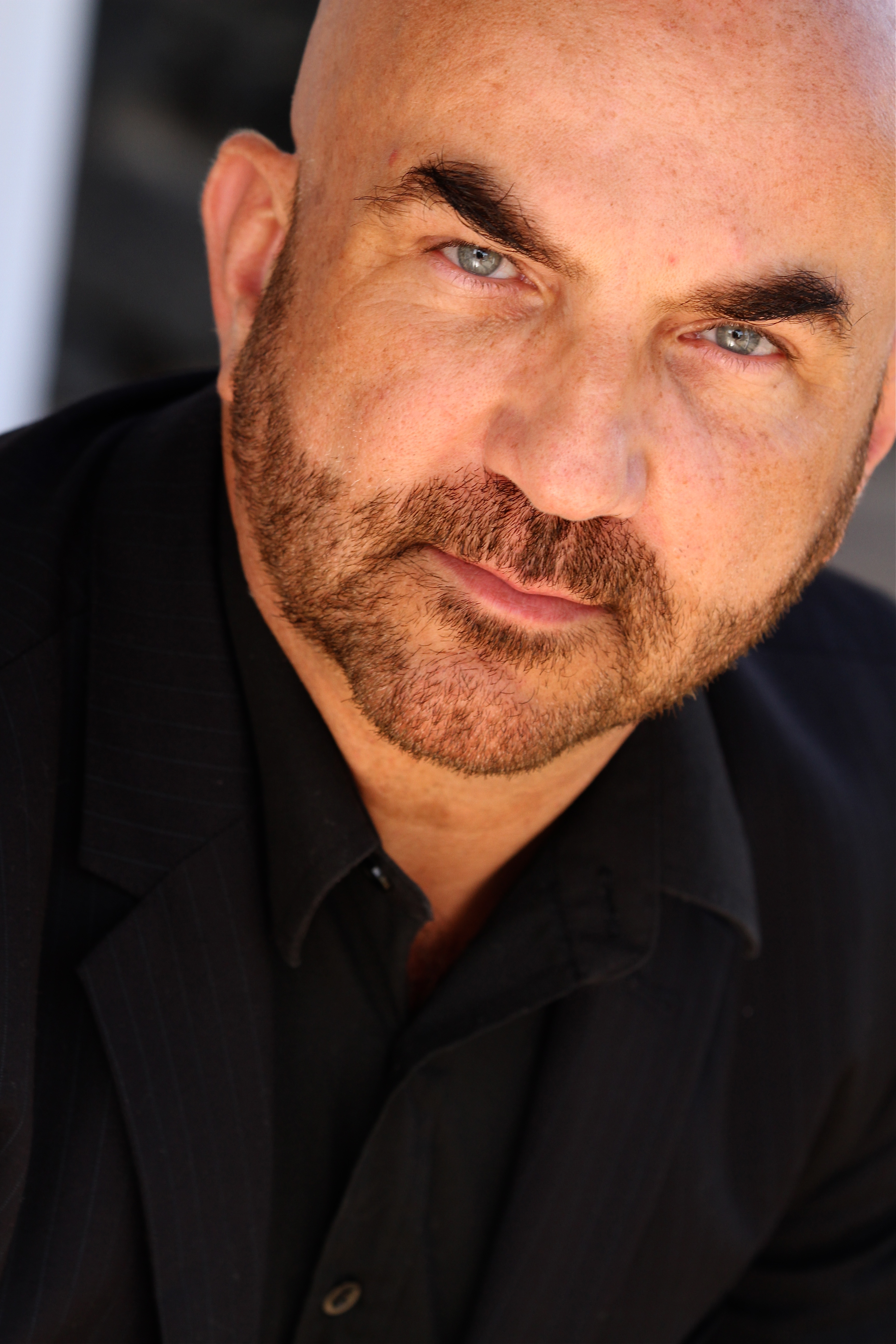
Jerzy Jeszke (2012)

Jerzy Jeszke (* 2. November 1958 in Bytów, Polen) ist ein polnischer Schauspieler und Sänger. Erfolgreich ist er als Musicaldarsteller.

## Leben und Wirken
Er begann 1976 ein vierjähriges Studium des Schauspiels und Gesangs am „Studio“ Danuta Baduszkowa und schloss dieses 1980 mit Auszeichnung ab.
Von 1976 bis 1987 arbeitete er in Polen am Musiktheater in Gdynia, Staatsoperette Theater Roma in Warschau, Musiktheater in Chorzów und der Staatsoper in Breslau. Von 1987 bis 1992 hatte er sein erstes Engagement außerhalb Polens, zunächst als Chor- und Solo-Sänger, ab 1990 als Solokünstler am Musiktheater in Oberhausen, weshalb er nach Deutschland zog. 1992 erhielt er ein Diplom für Opernsänger (Kammeroper, Wien). 1993 war er Gastsänger an der Opera Spanga, der Opéra Royal de Wallonie, der Opera Obihiro und an der Wiener Kammeroper.
Nach einem finalen Casting 1994 in London, organisiert von Cameron Mackintosh, wurde Jerzy Jeszke als „Chef im Ring“ für die Deutsche Premiere von Miss Saigon in Stuttgart ausgewählt, zunächst als Zweitbesetzung, dann als First Cast für diese Rolle.
1996 trat er als Erstbesetzung in der Rolle des „Jean Valjean“ bei der Uraufführung von Les Misérables am Musiktheater in Duisburg auf. Im Rahmen der internationalen Gala zum zehnten Geburtstag des Musicals Les Misérables, das 1995 in der Londoner Royal Albert Hall veranstaltet wurde, repräsentierte er Deutschland in dieser Rolle, ebenso wie bei der Schlussfeier der Fußball-Europameisterschaft 1996 im Wembley-Stadion in London. Hier trat er als einer von 17 „Jean Valjean“-Darstellern der Welt auf.
1997 spielte er als Gaststar den „Jean Valjean“ in der polnischen Produktion von Sir Cameron Mackintosh am Musiktheater in Gdynia. Von März 1998 an konnte er als Gaststar in der Titelrolle in Phantom der Oper gesehen werden. Nachdem er das Casting am Broadway in New York City und Hamburg erfolgreich absolviert hatte, übernahm er die Rolle in der Erstbesetzung am Theater Neue Flora in Hamburg im Januar 1999.
Zu Beginn des Jahres 2002 spielte Jerzy Jeszke als Gaststar die Rolle des „Chefs im Ring“ in Miss Saigon am Musiktheater Roma in Warschau, Polen. Im Oktober 2002 wirkte er an der Premiere der Musical-Produktion The Castle in Nürnberg mit, in der er in der Rolle des „König Duncan“ auftrat. Ab März 2003 spielte er als Erstbesetzung die Rolle des „Jean Valjean“ in der neuen Produktion von Les Misérables am Anhaltischen Theater in Dessau. Er verkörperte ab Dezember 2003 den „Chagal“ in der Erstbesetzung in der neuen Produktion des Kultmusicals Tanz der Vampire unter der Leitung von Roman Polański am Theater Neue Flora in Hamburg.
Jerzy Jeszke entschloss sich 2006 neue künstlerische Erfahrungen ohne Komfort und Glamour zu sammeln. Als Straßenkünstler trat er für Arme und Obdachlose in europäischen Städten auf. Anfang 2007 verlegte er sein künstlerisches Interesse in Richtung Iberien. Auf Mallorca präsentierte er sein Live-Solo-Programm „Broadway Live Show“, auch für die José-Carreras-Stiftung. Ab Oktober 2007 war er wieder als „Chagal“ auf der Bühne des Theaters des Westens in Berlin zu sehen. Zu dieser Zeit verkörperte er die Rolle des „Jesus“ in Jesus Christ Superstar an der Musikalischen Komödie in Leipzig. Er spielte den „Chagal“ in der Erstbesetzung in Tanz der Vampire von November 2008 bis Januar 2010 am Metronom Theater in Oberhausen und von Februar bis September 2010 am Palladium Theater in Stuttgart. Daneben erschien er – wie auch in der Saison 2007/2008 – in der Rolle des „King“ im Musical The King and I am Anhaltischen Theater in Dessau.
Ab September 2010 spielte er als Gaststar die Rolle des „König Arthur“ in der polnischen Uraufführung von Monty Pythons Broadway-Musical-Hit Spamalot am Musiktheater in Gdynia. Im November 2011 spielte in der TVN TV-Serie Warschauer Pakt als „Wolf“, und im Februar 2012 in der TVP TV-Serie M jak miłość. Ab Mai 2012 spielte er als Spezialgast die Rolle des „Beadle Bamford/Mr Fogg“ im Broadway-Musical-Hit Sweeney Todd am Musiktheater in Chorzów.
Ab Juli 2012 spielte er als Erstbesetzung die Rolle des „Chagal“ in der Neuinszenierung des Musicals Tanz der Vampire unter der Regie von Roman Polański am Theater des Westens in Berlin, so auch im Oktober 2012 auf der internationalen Gala anlässlich des 15. Jahrestages dieses Musicals. Ebenfalls als „Chagal“ besetzt wurde er in der modernisierten Fassung von Tanz der Vampire am Theater St. Gallen ab Februar 2017.
Jerzy Jeszke ist Gründer der Jerzy Jeszke Art Foundation. Diese Non-Profit-Organisation hilft und fördert junge und talentierte Künstler.

## Verurteilung
Am Freitag, den 28. August 2020, wurde Jeszke zu drei Jahren Haft verurteilt. Laut dem Landgericht Bochum soll Jeszke im Mai 2019 seine Ex-Freundin mit K.o.-Tropfen betäubt und anschließend vergewaltigt haben. Das Opfer entdeckte am Folgetag unter der Couch ein Aufnahmegerät, das den Übergriff dokumentiert. Jerzy Jeszke hatte zu den Vorwürfen bis zuletzt geschwiegen und wurde noch im Gerichtssaal verhaftet.

## Repertoire und Engagements
Das Repertoire von Jerzy Jeszke reicht von Chanson über Musicals und Oper zu Rock- und Pop-Musik. Engagements und Konzerte in Deutschland, Polen, Italien, den Niederlanden, England, Spanien, Portugal, Türkei, Mexiko, Ägypten, Tschechische Republik, Russland, Tunesien und Japan waren Stationen in seiner Karriere.
Seit seinem Debüt als 17-Jähriger ist Jeszke in mehr als 60 Premieren in sechs Sprachen aufgetreten, in der Oper genauso wie im modernen Musical. Er spielte u. a. den „David“ in dem Musical Seesaw von Cy Coleman, „Judas“ in Jesus Christ Superstar von Andrew Lloyd Webber, „Prince Sou-Chong“ in Das Land des Lächelns von Franz Lehár, „Caramello“ in Eine Nacht in Venedig von Johann Strauss, „Pinkerton“ in Madama Butterfly von Giacomo Puccini, „Jontek“ in Halka von Stanisław Moniuszko und den „Hoffmann“ in Hoffmanns Erzählungen von Jacques Offenbach.
Neben Auftritten im Fernsehen und im Radio sang er auf Galas (Royal Albert Hall; Wembley Stadium, London; Kongress-Halle, Warschau; Castel Gandolfo, Rom; Schloss Bellevue, Berlin; José-Carreras-Stiftung, Mallorca).
Er wurde exklusiv engagiert für Papst Johannes Paul II, Roman Herzog, Michail Gorbatschow, Lech Wałęsa und US-Politikberater Zbigniew Brzeziński.
Die Musik Jerzy Jeszkes ist auf der CD der deutschen Produktion von Les Misérables als „Jean Valjean“ und auf seinen eigenen CDs Who Am I? und Tell Me Why? mit Hits aus Musicals, der Pop-Klassik und Klassik erschienen.

## Rollen (Auswahl)
- 1976                   Skowronek                             „Ensemble“ – Musicaltheater Gdynia, PL
- 1976                   Promises-Promises                     „Ensemble“ – Musicaltheater Gdynia, PL
- 1976                   Fontanna z Neptunem                   „Mieszczanin“ – Musicaltheater Gdynia, PL
- 1977                   Szwejk                                „Tragarz / Policjant“ – Musicaltheater Gdynia, PL
- 1977                   Pinochio                              „Ensemble“ – Oper Leśna, Sopot, PL
- 1977                   Zielony Gil                           „Strażnik“ – Musicaltheater Gdynia, PL
- 1978                   Kram Karoliny                         „Lalkarz/Arlekin“ – Musicaltheater Gdynia, PL
- 1978                   Iwan Groźny                           „Rosyjski Rycerz“ – Polish TV, Gdańsk, PL
- 1978                   Stan Wyjątkowy                        „Żołnierz“ – Musicaltheater Gdynia, PL
- 1978                   Nasz Człowiek w Hawanie               „Ensemble“ – Musicaltheater Gdynia, PL
- 1978                   Bal w Operze                          „Gość“ – Musicaltheater Gdynia, PL
- 1979                   Sekretny Przystanek                   „Żołnierz“ – Musicaltheater Gdynia, PL
- 1979                   Nowy Don Kiszot, czyli Sto Szaleństw  „Wieśniak VII“ – Musicaltheater Gdynia, PL
- 1979                   Cud Mniemany, czyli Krakowiacy i Górale „Jonek“ – Oper Leśna, Sopot, PL
- 1980 (4-Jahres-Diplom) Alice im Wunderland                   „Lokaj Żaba / Fałszywy Żółw“ – Musicaltheater Gdynia, PL
- 1980                   Słowik                                „Dworzanin“ – Musicaltheater Gdynia, PL
- 1980                   Piraten                               „Friedrich“ – Musicaltheater Gdynia, PL
- 1980                   Kolęda Nocka                          „Kolędnik“ – Musicaltheater Gdynia, PL
- 1981                   Wielki Świat                          „Terrorysta“ – Musicaltheater Gdynia, PL
- 1982                   Uciechy Staropolskie                  „Sługa“ – Musicaltheater Gdynia, PL
- 1982                   Aufstieg und Fall der Stadt Mahagonny „Jimmy Mahoney“ – Musicaltheater Gdynia, PL
- 1983                   Ball im Savoy                         „Mustapha Bey“ – Staatsoperette Warschau (heute: Theater Roma Warschau), PL
- 1984                   Seesaw                                „David“ – Staatsoperette Warschau (heute: Theater Roma Warschau), PL
- 1984                   Boso, ale w ostrogach                 „Student“ – Staatsoperette Warschau (heute: Theater Roma Warschau), PL
- 1985                   My Fair Lady                          „Fred“ – Staatsoperette Warschau (heute: Theater Roma Warschau), PL
- 1985                   Eine Nacht in Venedig                 „Caramello“ – Staatsoperette Warschau (heute: Theater Roma Warschau), PL
- 1985                   Księżniczka Czardasza                 „Boni“ – Staatsoperette Warschau (heute: Theater Roma Warschau), PL
- 1985                   Seesaw                                „David“ (Gast) – Musicaltheater, Chorzow, PL
- 1986                   Seesaw                                „David“ (Gast) – Staatsoperette Warschau (heute: Theater Roma Warschau), PL
- 1986                   Madame Butterfly                      „Pinkerton“ (Gast) – Staatsoper Breslau, PL
- 1987                   Jesus Christ Superstar                „Judas“ (Gast) – Musicaltheater Gdynia, PL
- 1987                   Fallstaff                             „Dr. Cajus“ – Städtisches Theater, Oberhausen, D
- 1989                   Madame Favart                         „Hector“ – Städtisches Theater, Oberhausen, D
- 1989                   Fidelio                         „Gefangene“ – Städtisches Theater, Oberhausen, D
- 1990                   Halka                                 „Jontek“ – Städtisches Theater, Oberhausen, D
- 1991                   Romeo und Julia                       „Tybald“ – Städtisches Theater, Oberhausen, D
- 1991                   Die Weihnachtsgeschichte              „Bob Cratchit“ – Städtisches Theater, Oberhausen, D
- 1991                   Das Land des Lächelns                 „Prinz Sou Chong“ – Städtisches Theater, Oberhausen, D
- 1992                   Die Hochzeit des Figaro               „Don Basilio / Don Curzio“ (Gast) – Oper Obihiro, Japan
- 1992                   Hoffmann's Erzählungen                „Hoffmann“ (Gast) – Spanga, Niederlande
- 1993                   Aufstieg und Fall der Stadt Mahagonny „Jimmy Mahoney“ – Musicaltheater Dresden, D
- 1993                   Das Land des Lächelns                 „Prinz Sou-Chong“ – Städtisches Theater, Oberhausen, D
- 1994–1995              Miss Saigon                           „Engineer“ – Musical-Hall Apollo-Theater, Stuttgart, D
- 8. Oktober 1995             Les Misérables                        „Jean Valjean“ (Gast) – Royal Albert Hall, London, GB[10]
- 1996–1998              Les Misérables                        „Jean Valjean“ – Musicaltheater Duisburg, D[11]
- 1997                   Les Misérables                        „Jean Valjean“ (Gast) – Musicaltheater Gdynia, PL[12]
- 1998                   Das Phantom der Oper                  „Phantom“ (Gast) – Theater Neue Flora, Hamburg, D
- 1999–2001              Das Phantom der Oper                  „Phantom“ – Theater Neue Flora, Hamburg, D
- 2002                   Miss Saigon                           „Chef im Ring“ – Theater ROMA Warschau, PL
- 2002–2003              The Castle                           „König Duncan“ – Theater Nürnberg, D
- 2003–2004              Les Misérables                        „Jean Valjean“ – Landestheater Detmold, D
- 12/2003–01/2006        Tanz der Vampire                      „Chagal“ – Theater Neue Flora, Hamburg, D
- 2003–2008              Les Misérables                        „Jean Valjean“ – Anhaltisches Theater, Dessau, D
- 2007–2008              Jesus Christ Superstar                „Jesus“ – Musikalische Komödie, Leipzig, D
- 2007–2009              The King and I                    „King“ – Anhaltisches Theater, Dessau, D
- 10/2007–03/2008        Tanz der Vampire                      „Chagal“ – Theater des Westens, Berlin, D
- 11/2008–02/2010        Tanz der Vampire                      „Chagal“ – Metronom-Theater, Oberhausen, D
- 02/2010–09/2010        Tanz der Vampire                      „Chagal“ – Palladium-Theater, Stuttgart, D
- 09/2010–               Spamalot                              „König Arthur“ – Musicaltheater, Gdynia, PL
- 05/2012–               Sweeney Todd                         „Beadle Bamford/Mr Fogg“ – Musicaltheater, Chorzow, PL[13]
- 07/2012–08/2013        Tanz der Vampire                      „Chagal“ – Theater des Westens, Berlin, D[14]
- 09/2017–03/2019        Tanz der Vampire                    „Chagal“ – Tournee (Hamburg, Köln, Berlin), D